# روب لوك (مقدم تلفزيوني)
روب لوك (بالإنجليزية: Rob Locke)‏ هو مقدم تلفزيوني بريطاني، ولد في 7 أكتوبر 1971 في لنكولن في المملكة المتحدة.

## وصلات خارجية
- روب لوك على موقع IMDb (الإنجليزية)
- روب لوك على موقع قاعدة بيانات الفيلم (الإنجليزية)